# Waldweihnacht
Waldweihnacht werden besondere Feiern in der Weihnachtszeit genannt. Es handelt sich um Andachten und gottesdienstliche Feiern, aber auch winterliche Darbietungen ohne christlichen Bezug, die im Wald oder an anderen Stellen unter freiem Himmel abgehalten werden.

## Geschichte
Die Waldweihnacht geht zurück auf romantische Ideen und Bemühungen der Kirchen am Anfang des 20. Jahrhunderts, das Evangelium auf neue Art und an ungewöhnlichen Orten den Menschen näher zu bringen. In vielen Weihnachtsgeschichten und -legenden werden romantische Situationen als rhetorisches Stilmittel eingesetzt. Dabei spielt eine wichtige Rolle, dass seit alter Zeit die Weihnachtsgeschichte in einem Stall mit Ochs und Esel angesiedelt wurde. Schriftsteller des 19. und 20. Jahrhunderts wie Selma Lagerlöf, Astrid Lindgren, Theodor Storm, Dietrich Steinwede, Karl Heinrich Waggerl, Peter Rosegger, Agnes Günther und andere haben diese Tradition aufgegriffen und entsprechende Geschichten gestaltet, die durch die Darstellung einer düsteren, aber heimeligen Atmosphäre romantische Gefühle wecken.
In der Inneren Mission, unter anderem in der christlichen Arbeiterbewegung, wurden diese Ideen aufgegriffen und seit den 1920er Jahren „Waldweihnachts-Feiern“ abgehalten, oft in Verbindung mit Lagerfeuerromantik und unter Beteiligung von Posaunenchören. Erich Kloss, Karl Eichler, Ernst Decker, Karl Schworm  und andere treten in dieser Zeit besonders hervor.
Nach dem Zweiten Weltkrieg wurden Feiern zur Waldweihnacht in vielen Gemeinden zur festen Institution. Auch Anthroposophie und reformpädagogische Strömungen nahmen das Thema gerne auf. Seit Nationalsozialismus, DDR-Kirchenpolitik und fortschreitender Säkularisierung sind Waldweihnachtsveranstaltungen vom Inhalt der Geburt Jesu vielfach vollständig entleert.